# Министерство экономики и развития Туркменистана
Министерство экономики и развития Туркменистана (туркм. Türkmenistanyň ykdysadyýet we ösüş ministrligi) — упразднённый орган исполнительной власти, осуществлявший государственное управление и единую государственную политику в области разработки программ социального и экономического развития Туркменистана, определения градостроительных программ, а также координирование работы двусторонних межправительственных комиссий по экономическому сотрудничеству.

## История
Образовано 2 февраля 2008 года на базе упразднённого Министерства экономики и финансов Туркменистана. 5 октября 2017 объединено с министерством финансов Туркменистана в Министерство финансов и экономики Туркменистана.

## Министры
| No | Имя                                       | Назначен   | Уволен     | Причина увольнения               |
| 1  | Курбанмурадов, Курбанмурад Язмухаммедович | 08.02.2008 | 12.09.2008 | за недостатки в работе           |
| 2  | Ходжамамедов, Бяшиммурад Атамурадович     | 12.09.2008 | 11.01.2013 | переход на другую работу         |
| 3  | Таганов, Бабамурад Алтыевич               | 11.01.2013 | 07.07.2014 | переход на другую работу         |
| 4  | Абдулхекимов, Вепа Сердарович             | 07.07.2014 | 09.07.2015 | за серьезные недостатки в работе |
| 5  | Шерипов, Елдаш Халлыевич                  | 09.07.2015 | 08.04.2016 | за недостатки в работе           |
| 6  | Базаров, Батыр Аганазарович               | 08.04.2016 | 5.10.2017  | министерство упразднено          |